# Anta von Curral dos Mouros
Die Anta von Curral dos Mouros (auch Dólmen da Sobreda genannt) liegt in Sobreda östlich von Seixo da Beira, Distrikt Coimbra, in Portugal. Sie wurde 1959 unter Schutz gestellt. Anta ist die portugiesische Bezeichnung für etwa 5000 Megalithanlagen oder Dolmen, die während des Neolithikums im Westen der Iberischen Halbinsel von den Nachfolgern der Cardial- oder Impressokultur errichtet wurden.  
Die Anta aus schweren großen Steinen ist all ihrer Deckenplatten über der Kammer und dem Gang beraubt, auch mehr als die Hälfte der Tragsteine des Ganges fehlen. Die Tragsteine der Kamera bilden eine ovale, vermutlich gepflasterte Kammer, die durch einen langen und breiten Korridor betreten wurde. Auf einem der Tragsteine der Kammer waren im späten 19. Jahrhundert noch Spuren von roten Malereien zu sehen.
Der etwa 6000 Jahre alte Dolmen barg vielfältige Steingeräte (fast 150 Pfeilspitzen), zerscherbte Keramik von etwa 500 Gefäßen und sogar Holz oder Knochen. Letztere sind durch den starken Säuregehalt der Böden leicht abbaubar und schwierig zu erkennen.
Nach einer kurzen Nutzungsphase wurde die Anta verschlossen und ihr Hügel war in den nächsten beiden Jahrtausenden das Objekt für Nachnutzungen durch die Träger anderer Kulturen.
Etwa 3,3 km westlich liegt die Anta da Arcainha.